# 中国驻阿巴斯总领事馆
中华人民共和国驻阿巴斯总领事馆（波斯語：سرکنسولگری جمهوری خلق چین در شهر بندرعباس），简称中国驻阿巴斯总领事馆，是中华人民共和国派驻伊朗霍尔木兹甘省阿巴斯港的最高级别外交机构，位于阿巴斯港市伊斯兰共和国大道海关街果园西2巷（No.2 West Bostan Alley, Koy-e Gomrok, Johoori-e Eslami Blvd, Bandar Abbas City）。领区包括胡泽斯坦省、法尔斯省、布什尔省、克尔曼省、霍尔木兹甘省、锡斯坦-俾路支斯坦省、科吉卢耶-博韦艾哈迈德省和恰哈马哈勒-巴赫蒂亚里省。

## 历史沿革
2021年12月底，伊朗政府同意中国在阿巴斯港设立总领事馆。2022年12月21日，中国驻阿巴斯总领事馆举行开馆仪式。